# طيثارة أزتيكية
طيثارة أزتيكية (الاسم العلمي: Tipula  azteca) هي نوع من الحشرات تتبع جنس الطيثارة من الفصيلة الطيثارية.